# Johannes Quester
Johannes Quester (* 3. Oktober 1981 in Dresden) ist ein deutscher Schauspieler.

## Leben
Quester begann mit der Schauspielerei bereits im Kindergarten. In seiner Jugend war er auf vielen Feldern künstlerisch tätig. Er lernte Gitarre und Schlagzeug und spielte in mehreren Bands. Von 1992 bis 1998 nahm er Privatunterricht im Fach Pantomime bei Ralf Herzog in Dresden. Von 2001 bis 2005 absolvierte er seine Schauspielausbildung an der Hochschule für Musik und Theater Rostock. Sein Studium schloss er 2005 mit dem Diplom als Bühnenschauspieler (Bühnenreifeprüfung) ab. Sein erstes Festengagement hatte er von 2005 bis 2007 am Volkstheater Rostock. Die Rostocker Schauspieldirektorin Johanna Schall hatte Quester bereits während seines Studiums in kleinen Rollen am Volkstheater Rostock eingesetzt und engagierte ihn nach seinem Abschluss mit einem Zweijahresvertrag. Im Jahr 2007 wechselte er, gemeinsam mit seiner Freundin, an das Gerhart-Hauptmann-Theater (2007–2008) in Zittau. Anschließend folgte ein kurzes Engagement am Theater Bielefeld (2008–2009). Ab der Spielzeit 2009/10 war Quester bis 2014 festes Ensemblemitglied am Saarländischen Staatstheater Saarbrücken.
Quester spielte auf der Bühne ein breites Repertoire, das Stücke von William Shakespeare, die deutschsprachigen Autoren der Klassik, das Drama der Jahrhundertwende, aber auch Stücke der europäischen Moderne und des zeitgenössischen Theaters umfasste.
Zu seinen Bühnenrollen gehörten u. a.: Orsino in Was ihr wollt (Volkstheater Rostock; Premiere: März 2007), die Titelrolle in Hamlet (Volkstheater Rostock, 2006), Acaste in Der Menschenfeind (Volkstheater Rostock; Premiere: April 2007), Sekretär Wurm in Kabale und Liebe (Volkstheater Rostock; Premiere: September 2005), Astrow in Onkel Wanja (Gerhart-Hauptmann-Theater Zittau; Spielzeit 2007/08), Moritz Stiefel in Frühlings Erwachen (Volkstheater Rostock), Jack „Tiger“ Brown in Die Dreigroschenoper (Volkstheater Rostock; Premiere: Mai 2006), Friedrich Murk in Trommeln in der Nacht (Gerhart-Hauptmann-Theater Zittau; Spielzeit 2007/08), Seymour in Der kleine Horrorladen (Gerhart-Hauptmann-Theater Zittau; Spielzeit 2007/08) und Dr. Einstein in Arsen und Spitzenhäubchen (Volkstheater Rostock; Premiere: Dezember 2006). 
Am Saarländischen Staatstheater Saarbrücken debütierte er zu Beginn der Spielzeit 2009/10 als Valentin in Goethes Faust. Im Jahr 2010 spielte er am Staatstheater Saarbrücken die Titelrolle des Felix Krull in einer von dem Autor und Dramaturgen John von Düffel eingerichteten Bühnenfassung des Romans Bekenntnisse des Hochstaplers Felix Krull. Für seine Darstellung erhielt Quester sehr gute Kritiken; er „überzeugte mit kraftvoller Bühnenpräsenz“. Außerdem spielte er in Saarbrücken u. a. Mitch in Endstation Sehnsucht (Spielzeit 2011/12), Professor Arronax in 20.000 Meilen unter den Meeren (Spielzeit 2011/12), Henri Philipot in einer Bühnenfassung des Romans Die Stunde der Komödianten von Graham Greene (Spielzeit 2012/13) und den Ehemann in Die Kleinbürgerhochzeit (Spielzeit 2013/14). 
2017 übernahm er am Staatstheater Braunschweig die Rolle des Wilsen in der Inszenierung Der Pol (Regie: Christoph Diem).
Quester übernahm gelegentlich auch einige Filmrollen, u. a. in Kurzfilmen, Diplomfilmen und Hochschulabschlussfilmen. Er hatte außerdem Gastrollen in den Tatort-Krimis des Saarländischen Rundfunks, erstmals in Heimatfront (2011). Im Januar 2014 war er in dem Tatort-Krimi Adams Alptraum in der Rolle des Bert Kaarweiler zu sehen. Er verkörperte den Vater eines behinderten Jungen, der von seinem Schwimmlehrer angeblich sexuell belästigt wurde.
Seit 2014 lebt Johannes Quester als freier Schauspieler und Sprecher in Berlin.

## Filmografie (Auswahl)
- 2011: Tatort: Heimatfront (Fernsehreihe)
- 2012: Schlesiengrube, eine Heimatgeschichte (Dokumentarfilm)
- 2014: Tatort: Adams Alptraum (Fernsehreihe)
- 2017: Der Reichstag (Dokumentarfilm)
- 2019: Frau Jordan stellt gleich (Fernsehserie; Folge Ritterinnen und Cowgirls)
- 2021: SOKO Leipzig (Fernsehserie; Folge Auftrag für Hajo)
- 2021–2023: Die Heiland – Wir sind Anwalt (Fernsehserie; Folgen Gift im Garten, Die Waffe im Müll, Brandstiftung, Kompromisslos)
- 2022: In aller Freundschaft – Die jungen Ärzte (Fernsehserie; Folge Glückskind)
- 2024: WaPo Berlin (Fernsehserie; Folge Männerschutzgebiet)